# Sainte-Gemme (Gers)
Pour les articles homonymes, voir Sainte-Gemme.
Sainte-Gemme est une commune française située dans l'est du département du Gers en région Occitanie. Sur le plan historique et culturel, la commune est dans le Fézensaguet, un petit pays gascon, ancienne vicomté se situant entre l'Armagnac et la Lomagne.
Exposée à un climat océanique altéré, elle est drainée par l'Orbe, le ruisseau de Lourbat, le ruisseau de Touron et par divers autres petits cours d'eau. La commune possède un patrimoine naturel remarquable composé d'une zone naturelle d'intérêt écologique, faunistique et floristique.
Sainte-Gemme est une commune rurale qui compte 118 habitants en 2022, après avoir connu un pic de population de 471 habitants en 1861.  Ses habitants sont appelés les Saint-Gemmois ou  Saint-Gemmoises.
Le patrimoine architectural de la commune comprend deux  immeubles protégés au titre des monuments historiques : le château de Lauret, inscrit en 1993, et le château, inscrit en 1993.

## Géographie

### Communes limitrophes
Les communes limitrophes sont  Maravat, Monfort, Saint-Brès et Sérempuy.
|            |              | Monfort  |
| Saint-Brès | Sainte-Gemme |          |
|            | Maravat      | Sérempuy |

### Géologie et relief
Sainte-Gemme se situe en zone de sismicité 1 (sismicité très faible).

### Hydrographie

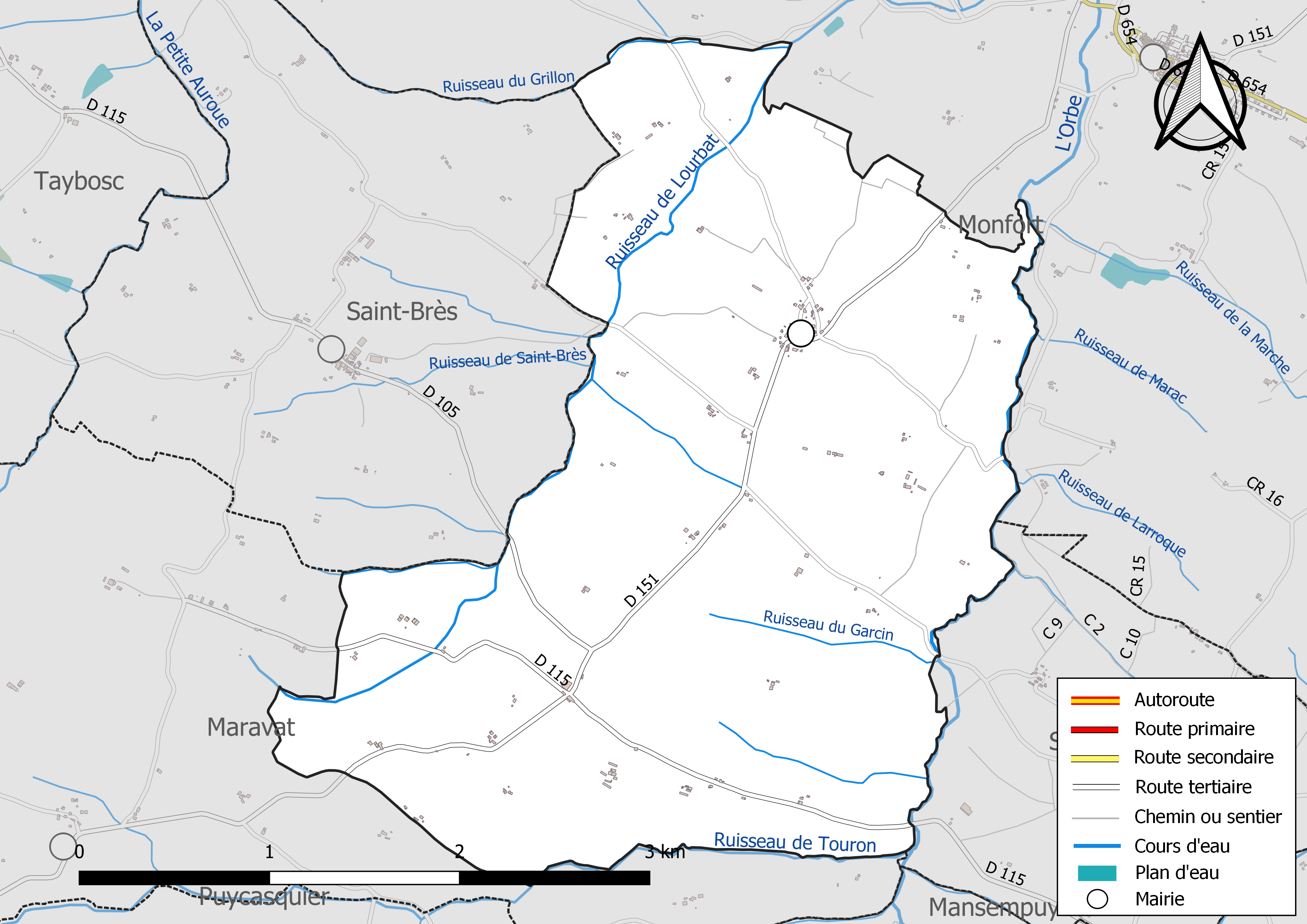
Réseaux hydrographique et routier de Sainte-Gemme.

La commune est dans le bassin de la Garonne, au sein du bassin hydrographique Adour-Garonne. Elle est drainée par l'Orbe, le ruisseau de Lourbat, le ruisseau de Touron, le ruisseau de Saint-Brès, le ruisseau du Garcin, le ruisseau du Grillon et par divers petits cours d'eau, qui constituent un réseau hydrographique de 10 km de longueur totale,.
L'Orbe, d'une longueur totale de 16,6 km, prend sa source dans la commune de Crastes et s'écoule du sud-ouest vers le nord-est. Il traverse la commune et se jette dans l'Arrats à Monfort, après avoir traversé 9 communes.

### Climat
Pour des articles plus généraux, voir Climat de l'Occitanie et Climat du Gers.
En 2010, le climat de la commune est de type climat du Bassin du Sud-Ouest, selon une étude s'appuyant sur une série de données couvrant la période 1971-2000. En 2020, Météo-France publie une typologie des climats de la France métropolitaine dans laquelle la commune est exposée à un climat océanique altéré et est dans la région climatique Aquitaine, Gascogne, caractérisée par une pluviométrie abondante au printemps, modérée en automne, un faible ensoleillement au printemps, un été chaud (19,5 °C), des vents faibles, des brouillards fréquents en automne et en hiver et des orages fréquents en été (15 à 20 jours).
Pour la période 1971-2000, la température annuelle moyenne est de 13,1 °C, avec une amplitude thermique annuelle de 15,6 °C. Le cumul annuel moyen de précipitations est de 696 mm, avec 9,3 jours de précipitations en janvier et 6 jours en juillet. Pour la période 1991-2020, la température moyenne annuelle observée sur la station météorologique la plus proche, située sur la commune de Sainte-Anne à 14 km à vol d'oiseau, est de 13,6 °C et le cumul annuel moyen de précipitations est de 676,2 mm,. Pour l'avenir, les paramètres climatiques de la commune estimés pour 2050 selon différents scénarios d'émission de gaz à effet de serre sont consultables sur un site dédié publié par Météo-France en novembre 2022.

### Milieux naturels et biodiversité

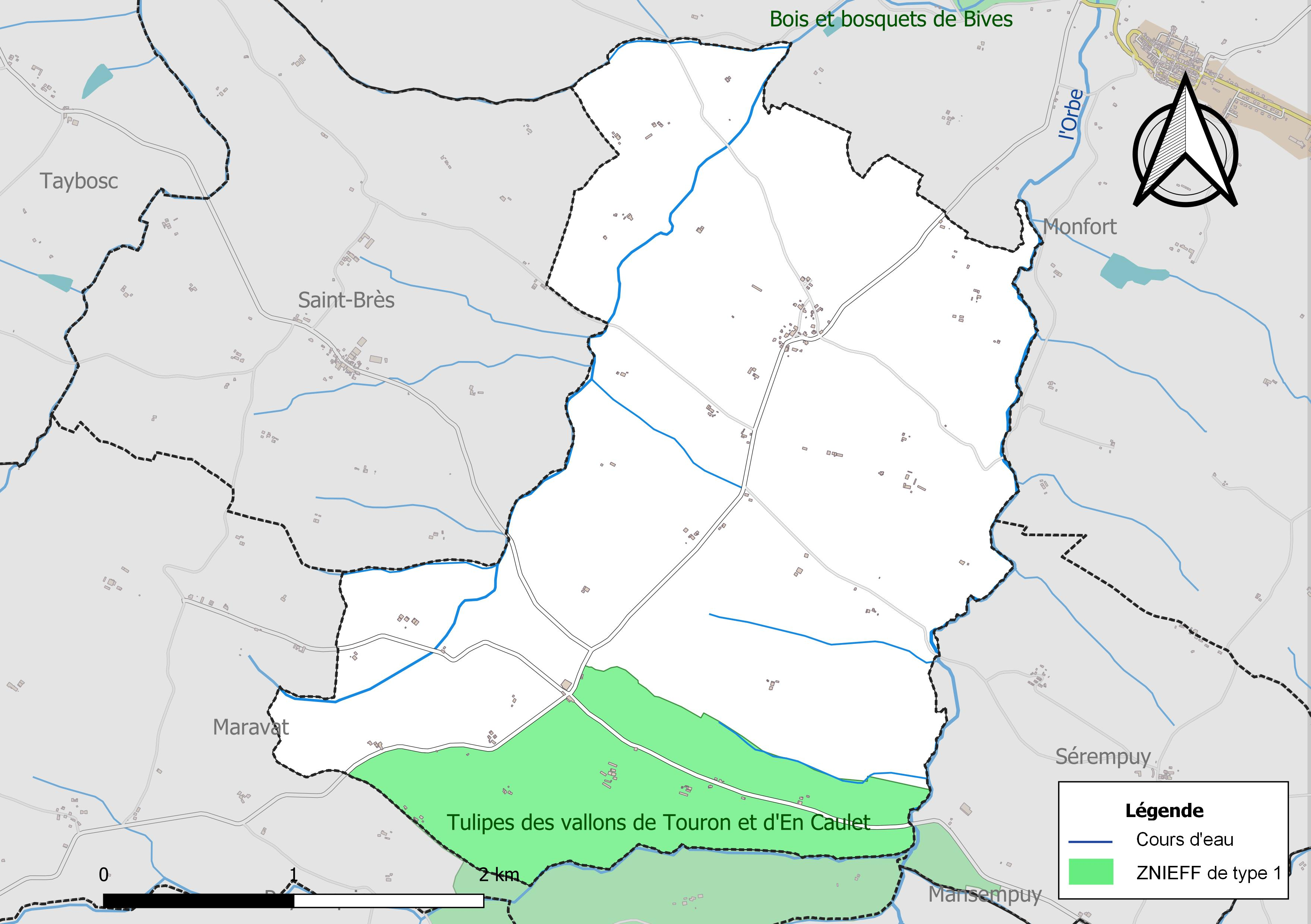
Carte de la ZNIEFF de type 1 localisée sur la commune.

L’inventaire des zones naturelles d'intérêt écologique, faunistique et floristique (ZNIEFF) a pour objectif de réaliser une couverture des zones les plus intéressantes sur le plan écologique, essentiellement dans la perspective d’améliorer la connaissance du patrimoine naturel national et de fournir aux différents décideurs un outil d’aide à la prise en compte de l’environnement dans l’aménagement du territoire.
Une ZNIEFF de type 1 est recensée sur la commune :
les « tulipes des vallons de Touron et d'En Caulet » (345 ha), couvrant 5 communes du département.

## Urbanisme

### Typologie
Au 1er janvier 2024, Sainte-Gemme est catégorisée commune rurale à habitat très dispersé, selon la nouvelle grille communale de densité à sept niveaux définie par l'Insee en 2022.
Elle est située hors unité urbaine et hors attraction des villes,.

### Occupation des sols
L'occupation des sols de la commune, telle qu'elle ressort de la base de données européenne d’occupation biophysique des sols Corine Land Cover (CLC), est marquée par l'importance des territoires agricoles (93,8 % en 2018), en diminution par rapport à 1990 (96 %). La répartition détaillée en 2018 est la suivante : 
terres arables (88,1 %), forêts (6,2 %), zones agricoles hétérogènes (5,7 %). L'évolution de l’occupation des sols de la commune et de ses infrastructures peut être observée sur les différentes représentations cartographiques du territoire : la carte de Cassini (XVIIIe siècle), la carte d'état-major (1820-1866) et les cartes ou photos aériennes de l'IGN pour la période actuelle (1950 à aujourd'hui).

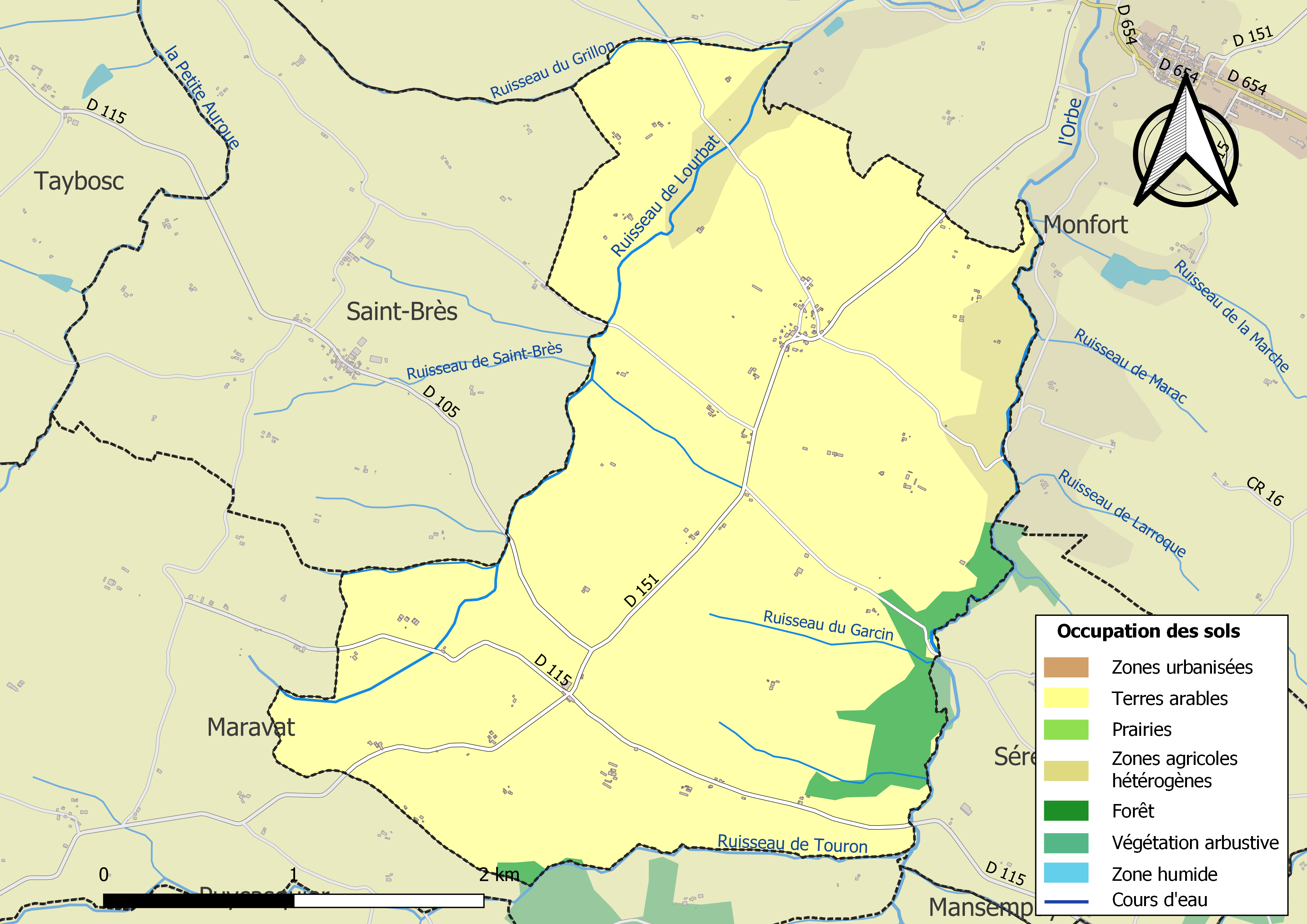
Carte des infrastructures et de l'occupation des sols de la commune en 2018 (CLC).

### Risques majeurs
Le territoire de la commune de Sainte-Gemme est vulnérable à différents aléas naturels : météorologiques (tempête, orage, neige, grand froid, canicule ou sécheresse) et séisme (sismicité très faible). Un site publié par le BRGM permet d'évaluer simplement et rapidement les risques d'un bien localisé soit par son adresse soit par le numéro de sa parcelle.

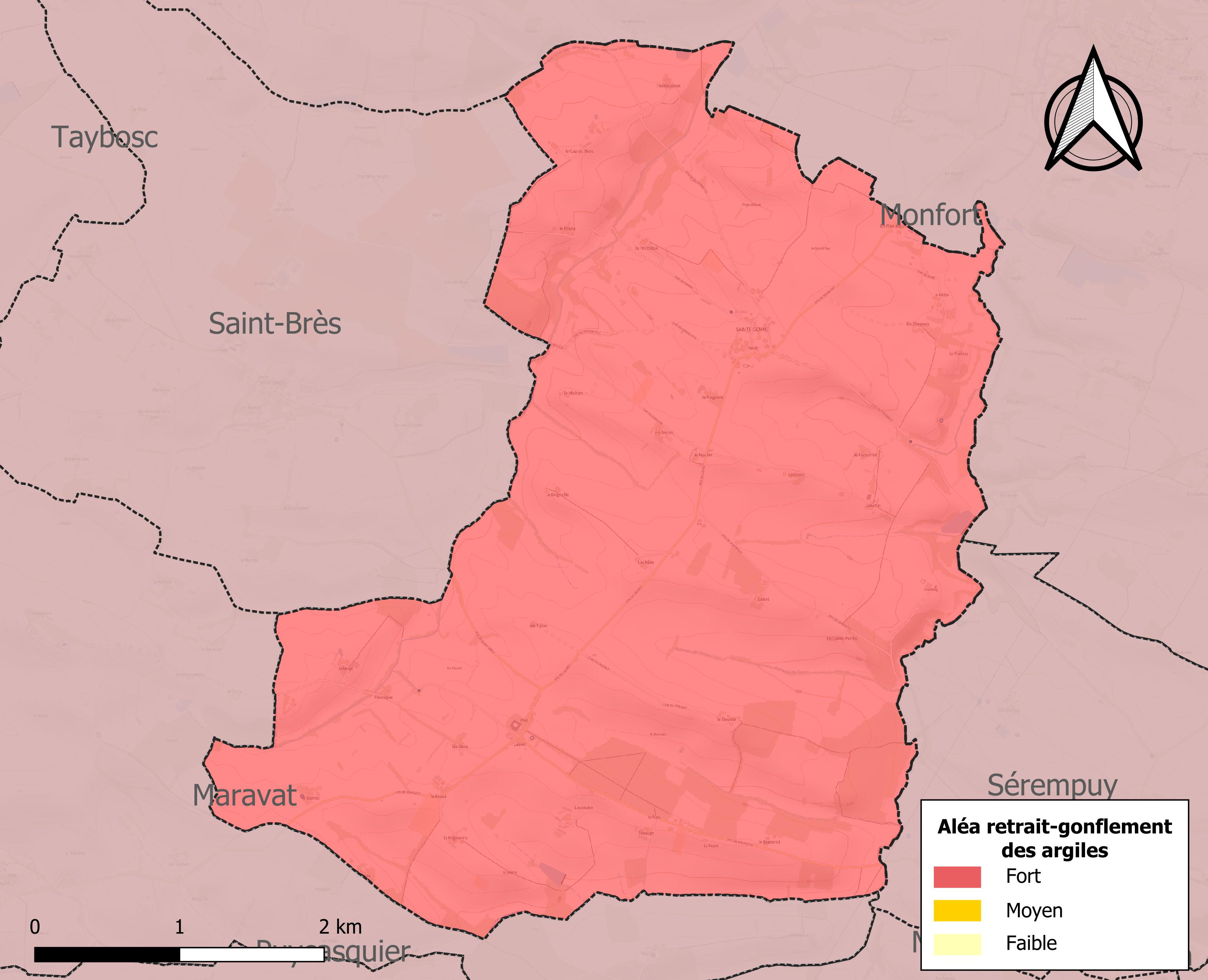
Carte des zones d'aléa retrait-gonflement des sols argileux de Sainte-Gemme.

Le retrait-gonflement des sols argileux est susceptible d'engendrer des dommages importants aux bâtiments en cas d’alternance de périodes de sécheresse et de pluie. La totalité de la commune est en aléa moyen ou fort (94,5 % au niveau départemental et 48,5 % au niveau national). Sur les 75 bâtiments dénombrés sur la commune en 2019, 75 sont en aléa moyen ou fort, soit 100 %, à comparer aux 93 % au niveau départemental et 54 % au niveau national. Une cartographie de l'exposition du territoire national au retrait gonflement des sols argileux est disponible sur le site du BRGM,.
Par ailleurs, afin de mieux appréhender le risque d’affaissement de terrain, l'inventaire national des cavités souterraines permet de localiser celles situées sur la commune.
La commune a été reconnue en état de catastrophe naturelle au titre des dommages causés par les inondations et coulées de boue survenues en 1993, 1999 et 2009. Concernant les mouvements de terrains, la commune a été reconnue en état de catastrophe naturelle au titre des dommages causés par la sécheresse en 1989 et 2015 et par des mouvements de terrain en 1999.

## Histoire
C’est un des plus anciens sites habités de la vicomté de Fezensaguet. Le village s’appelait primitivement le Bourg (Pagus) et a pris ensuite le nom de Sainte-Gemme, sœur de sainte Quitterie, martyrisée en Galice (Espagne) le 15 août 109.
Sainte-Gemme fut un haut lieu du culte druidique, comme en témoignent encore certains sites. Dès l’époque antique, le territoire est habité : de nombreux vestiges préhistoriques en sont la preuve. Après labours, plusieurs endroits laissent voir des vestiges gallo-romains : monnaies et tegulae, une sépulture d’enfant, une nécropole à incinération et inhumation. Si on ne connaît pas la date précise de l’érection de Sainte-Gemme en paroisse, il a été remarqué que toutes les paroisses ayant le nom de la sainte ont été érigées à la fin du XIe siècle ou au début du XIIe siècle. Sainte-Gemme obtint en 1275 ses coutumes octroyées par ses trois coseigneurs :
Géraud V, comte d’Armagnac, Bernard de Sainte-Gemme et Pilfort de Léaumont. Elles furent confirmées par Antoine de Gère en 1497. Les seigneurs de Sainte-Gemme nomment chaque année les consuls du lieu. Le château se situait à l’ouest sur une butte particulièrement isolée par des fossés et la chapelle castrale se trouvait au centre. Les seigneurs de Sainte-Gemme sont cités dans le cartulaire du XIIe siècle. Le plan cadastral de 1826 nous montre le tracé d’une vaste enceinte ovale située au nord du village. L’ancienne église paroissiale s’élevait à l’intérieur du cimetière actuel. En 1824, la commune de Sainte-Gemme fut rattachée à Lauret, qui se situe à 2 km au sud-ouest du village, par l’intervention de M. de Castelbajac, pair de France. La première mention de Lauret apparaît en 1295 comme étant un “Castrum Seu Villa” ; ce qui suggère l’hypothèse d’un petit bourg fortifié dont il ne reste plus aucune trace. En 1861, la commune de Sainte-Gemme récupère également les terres spoliées par Monfort en 1826.

## Politique et administration

### Liste des maires
| Période                                  | Période  | Identité          | Étiquette | Qualité              |
| ---------------------------------------- | -------- | ----------------- | --------- | -------------------- |
| Les données manquantes sont à compléter. |          |                   |           |                      |
| mars 2001                                | 2008     | Thierry Saint-Luc |           |                      |
| mars 2008                                | 2010     | Guy Robin         |           |                      |
| janvier 2011                             | 2014     | Thierry Saint-Luc |           |                      |
| mars 2014                                | En cours | Claude Capéran    | DVD       | Agriculteur retraité |

## Population et société

### Démographie
L'évolution du nombre d'habitants est connue à travers les recensements de la population effectués dans la commune depuis 1793. Pour les communes de moins de 10 000 habitants, une enquête de recensement portant sur toute la population est réalisée tous les cinq ans, les populations de référence des années intermédiaires étant quant à elles estimées par interpolation ou extrapolation. Pour la commune, le premier recensement exhaustif entrant dans le cadre du nouveau dispositif a été réalisé en 2007.

En 2022, la commune comptait 118 habitants, en évolution de −0,84 % par rapport à 2016 (Gers : +1,04 %, France hors Mayotte : +2,11 %).
| 1793 | 1800 | 1806 | 1821 | 1846 | 1851 | 1856 | 1861 | 1866 |
| ---- | ---- | ---- | ---- | ---- | ---- | ---- | ---- | ---- |
| 194  | 199  | 213  | 247  | 427  | 404  | 407  | 471  | 395  |

| 1872 | 1876 | 1881 | 1886 | 1891 | 1896 | 1901 | 1906 | 1911 |
| ---- | ---- | ---- | ---- | ---- | ---- | ---- | ---- | ---- |
| 366  | 344  | 322  | 338  | 310  | 306  | 272  | 283  | 269  |

| 1921 | 1926 | 1931 | 1936 | 1946 | 1954 | 1962 | 1968 | 1975 |
| ---- | ---- | ---- | ---- | ---- | ---- | ---- | ---- | ---- |
| 243  | 226  | 226  | 238  | 237  | 210  | 209  | 175  | 142  |

| 1982 | 1990 | 1999 | 2006 | 2007 | 2012 | 2017 | 2022 | - |
| ---- | ---- | ---- | ---- | ---- | ---- | ---- | ---- | - |
| 136  | 118  | 100  | 125  | 128  | 119  | 119  | 118  | - |

## Économie

### Emploi
|                | 2008  | 2013  | 2018  |
| -------------- | ----- | ----- | ----- |
| Commune        | 2,8 % | 3,1 % | 7,5 % |
| Département    | 6,1 % | 7,5 % | 8,2 % |
| France entière | 8,3 % | 10 %  | 10 %  |

En 2018, la population âgée de 15 à 64 ans s'élève à 65 personnes, parmi lesquelles on compte 79,1 % d'actifs (71,6 % ayant un emploi et 7,5 % de chômeurs) et 20,9 % d'inactifs,. Depuis 2008, le taux de chômage communal (au sens du recensement) des 15-64 ans est inférieur à celui de la France et du département.
La commune est hors attraction des villes,. Elle compte 22 emplois en 2018, contre 15 en 2013 et 32 en 2008. Le nombre d'actifs ayant un emploi résidant dans la commune est de 48, soit un indicateur de concentration d'emploi de 45,1 % et un taux d'activité parmi les 15 ans ou plus de 50,5 %.
Sur ces 48 actifs de 15 ans ou plus ayant un emploi, 18 travaillent dans la commune, soit 37 % des habitants. Pour se rendre au travail, 71,4 % des habitants utilisent un véhicule personnel ou de fonction à quatre roues, 4,1 % les transports en commun et 24,5 % n'ont pas besoin de transport (travail au domicile).

### Activités hors agriculture
12 établissements sont implantés  à Sainte-Gemme au 31 décembre 2019.
Le secteur de la construction est prépondérant sur la commune puisqu'il représente 41,7 % du nombre total d'établissements de la commune (5 sur les 12 entreprises implantées  à Sainte-Gemme), contre 14,6 % au niveau départemental.

### Agriculture
La commune est dans la Lomagne, une petite région agricole occupant le nord-est du département du Gers. En 2020, l'orientation technico-économique de l'agriculture  sur la commune est l'exploitation de grandes cultures (hors céréales et oléoprotéagineuses).
|               | 1988 | 2000 | 2010 | 2020 |
| ------------- | ---- | ---- | ---- | ---- |
| Exploitations | 22   | 14   | 14   | 12   |
| SAU (ha)      | 917  | 744  | 707  | 816  |

Le nombre d'exploitations agricoles en activité et ayant leur siège dans la commune est passé de 22 lors du recensement agricole de 1988  à 14 en 2000 puis à 14 en 2010 et enfin à 12 en 2020, soit une baisse de 45 % en 32 ans. Le même mouvement est observé à l'échelle du département qui a perdu pendant cette période 51 % de ses exploitations,. La surface agricole utilisée sur la commune a également diminué, passant de 917 ha en 1988 à 816 ha en 2020. Parallèlement la surface agricole utilisée moyenne par exploitation a augmenté, passant de 42 à 68 ha.

## Culture locale et patrimoine

### Lieux et monuments
- Château de Lauret.
- Église Sainte-Gemme.
- Église de Lauret.

### Personnalités liées à la commune
- Claire de Castelbajac (1953-1975), « servante de Dieu », dont la cause en reconnaissance de sainteté est actuellement introduite au Vatican.